# MIRA Award

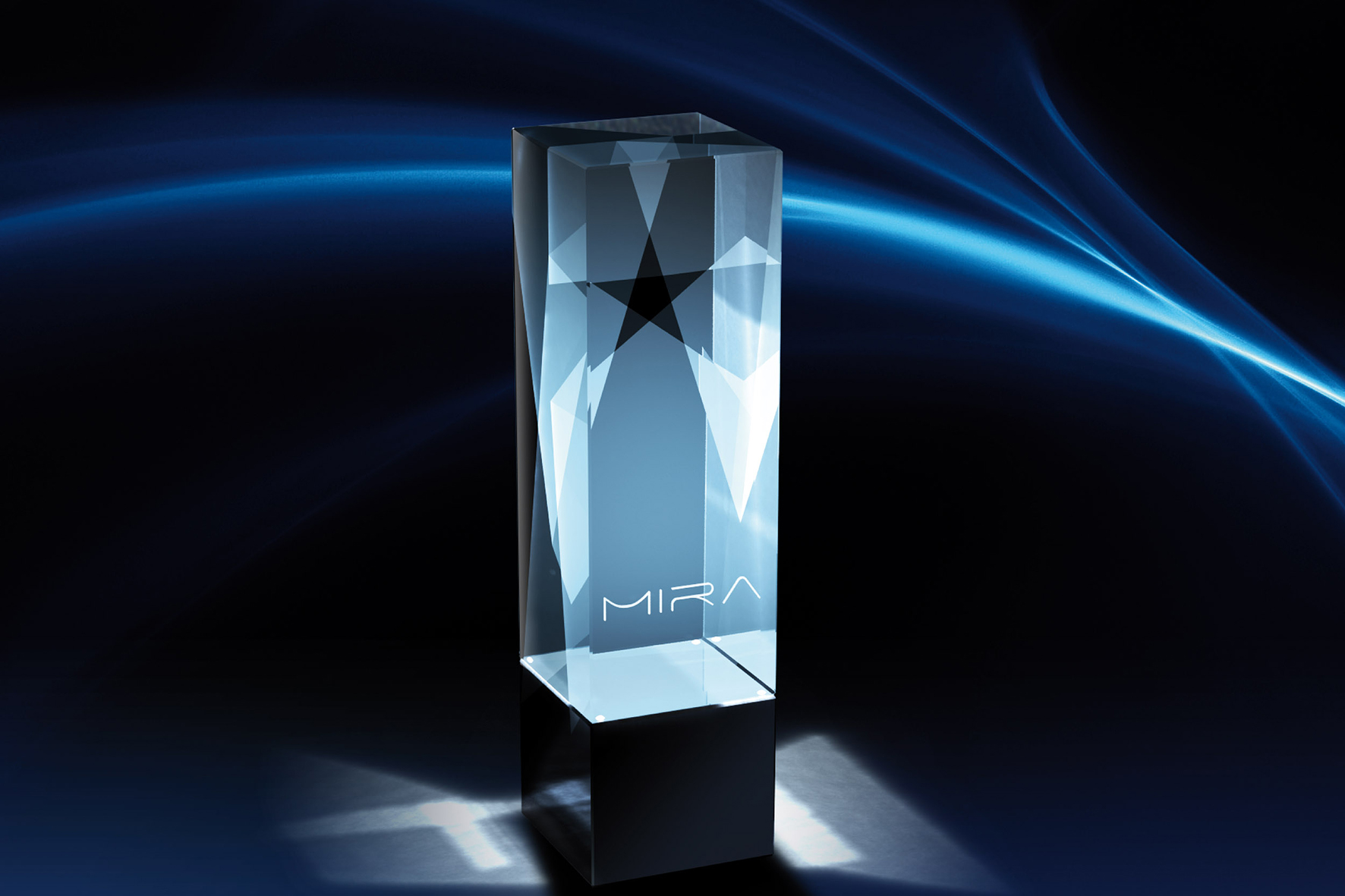
Trophäe des MIRA Awards

Der MIRA Award ist die erste deutsche Auszeichnung für Errungenschaften und Programmgestaltung für das Pay-TV in Deutschland. Unabhängig von den Verbreitungswegen und der genutzten Plattform zur Ausstrahlung der Pay-TV-Programme, wurde dieser erstmals im September 2008 in München verliehen. Initiator des Medienpreises war die Premiere Star GmbH in München, welche 2009 in die Sky Deutschland GmbH & Co. KG überging. Bewertet werden mit dem MIRA Award Senderkonzepte und Formate, und es werden Persönlichkeiten geehrt, die über außergewöhnliche Leistungen erbracht und für einen hohen Unterhaltungswert im Fernsehjahr gesorgt haben. 2015 fand die letzte Verleihung der Mira Awards statt.

## 1. MIRA Award (2008)
In der Jury saßen neben einem nationalen Ehrenkomitee, bestehend aus Veronica Ferres, Heiner Lauterbach, Innegrit Volkhardt, Michael Börnicke sowie Hans Seger, auch noch folgende Mitglieder: Die Film- und Fernsehschauspielerin Tina Bordihn, Christian Hellmann (Chefredakteur der Zeitschrift TV Digital), Produzent Nico Hofmann, Günther Picker (Mitglied der Geschäftsleitung bei Premiere Star) sowie Jean-Remy von Matt, Mitbegründer Medienagentur Jung von Matt.
Gewinner des 1. MIRA Awards:
- Lieblingssender des Jahres (Publikumspreis): Discovery Channel
- Newcomer des Jahres: Animax
- Programminnovation des Jahres: „Sci-Xpert – Leschs Universum“ (Sci Fi)
- Event-Programm des Jahres: „Mozart 22“ (Classica)
- TV-Premiere des Jahres: „Terry Jones im Mittelalter“ (Discovery Geschichte)
- Sendergesicht des Jahres: Niels Ruf (Sat.1 Comedy)

## 2. MIRA Award (2009)
Zur Jury im Jahre 2009 zählten der Schauspieler Hannes Jaenicke, Produzent Quirin Berg, Schauspieler und Moderator Florian Simbeck, Professor für Media Management bei der macromedia Arthur Hofer und der stellvertretende Chefredakteur der TV Digital Thomas Weiß.
Gewinner des 2. MIRA Awards:
- Lieblingssender des Jahres (Publikumspreis): Sci Fi
- Newcomer des Jahres: TNT Serie
- Beste lokale Eigenproduktion des Jahres: Spiegel Geschichte – „einestages.tv“
- Event-Programm des Jahres: National Geographic – „Earth Day“
- Sendergesicht des Jahres: Nat Geo Wild – Brady Barr
- Beste Markenkommunikation: 13th Street
- HD-Sender des Jahres (Sonderpreis der Jury): Sky Sport HD
- Beste Markenkommunikation: 13th Street - „Shocking Shorts Award“

## 3. MIRA Award
Am 26. Januar 2012 wurde der Preis zum dritten Mal verliehen. 63 Pay-TV-Sender haben insgesamt 112 Einreichungen eingesandt. Erstmals konnten die Zuschauer über Qualität und Unterhaltungswert von Pay-TV-Kanälen mit entscheiden. In der Jury saßen Schauspielerin Katja Flint, Produzent Max Wiedemann, Geschäftsführer von Studio Hamburg Robin Houcken, der stellvertretende Chefredakteur der TV Digital und zum ersten Mal auch eine Sky Zuschauerin die 112 Einreichungen.
Gewinner des 3. MIRA Awards:
- Lieblingssender (Publikumspreis): Syfy
- Bester Moderator: Florian Simbeck (AXN)
- Beste lokale Eigenproduktion: „Sky90“ (Sky Sport HD)
- Bester Sportkommentator: Jirka Schink (Sportdigital)
- Beste Serie: „Breaking Bad“ (AXN)
- Bester HD-Sender: Sky 3D
- Beste Eventprogrammierung (Sonderpreis der Jury): die senderübergreifende Themenwoche „Zehn Jahre 9/11“ (Spiegel Geschichte, The Biography Channel, History, Discovery Channel und National Geographic Channel)
- Lifetime Achievement Award: Marcel Reif

## 4. MIRA Award
Am 24. Januar 2013 wurden die Gewinner des 4. MIRA Awards für das Jahr 2012 bekanntgegeben. Der Jury bestand aus der Produzentin Minu Barati, die Schauspielerin Christine Neubauer, der Schauspieler Friedrich Mücke, der Regisseur und Produzent Marco Kreuzpaintner, der Medienmanager Robin Houcken, der Fernsehjournalist Thomas Weiß sowie eine Abonnentin des Pay-TV-Senders Sky.
Gewinner des 4. MIRA Awards:
- Beste Moderatorin: Viola Tensil, Animax
- Bester Moderator: Sebastian Hellmann, Sky Sport
- Beste Serie: Game of Thrones, Sky Atlantic HD und TNT Serie
- Bester Sportkommentator: Ulli Potofski, Sky Sport
- Beste lokale Eigenproduktion (non-scripted): Projekt Profi – 4 Jungs auf dem Weg in die Bundesliga, Sky Sport (Yannick Erkenbrecher und Vinko Bicanic)
- Beste lokale Eigenproduktion (scripted): Der elfte Tag – Die Überlebenden von München 1972, The Biography Channel
- Sonderpreis der Jury: Add a Friend, TNT Serie
- Lieblingssender des Jahres: 13th Street
- Pay-TV-Persönlichkeit des Jahres: Die weiblichen Gesichter des Pay-TVs

## 5. MIRA Award
Der 5. MIRA Award wurde am 23. Januar 2014 in Berlin vergeben. Die Jury bestand aus den Schauspielerinnen Dennenesch Zoudé und Thekla Reuten, den Schauspielern Michael Brandner und Herbert Knaup sowie dem Produzenten und Regisseur Oliver Berben, dem stellv. TV-Digital-Chefredakteur Thomas Weiß und der Sky-Abonnentin Tina Jäger.
Gewinner des 5. MIRA Awards:
- Beste Moderatorin: Aline von Drateln, Sky Cinema HD
- Bester Moderator: Mats Wilander, Eurosport HD
- Beste lokale Eigenproduktion: Die Cartoon Network Praktikanten – Jimi und Mitja machen den Jobcheck, Cartoon Network
- Beste Dokumentation: Nachrichten aus Fukushima, Spiegel TV Wissen
- Beste Serie: House of Cards, Sky Atlantic HD
- Lieblingssender des Jahres (Publikumspreis): TNT Serie
- Ehrenpreis: Franz Beckenbauer

## 6. MIRA Award
Der 6. MIRA Award wurde am 29. Januar 2015 in Berlin vergeben. Die Jury bestand aus den Schauspielern Axel Milberg, Gesine Cukrowski, Richy Müller und Max von der Groeben sowie Diana Iljine, und dem Chefredakteur Programmzeitschriften der Funke Mediengruppe, Christian Hellmann.
Gewinner des 6. MIRA Awards:
- Beste Moderatorin: Christina Rann (Sky Sport)
- Bester Moderator: Dave Salmoni (Discovery Channel) und Stefan Hempel (Sky Sport)
- Beste lokale Eigenproduktion: Themenwoche Katar (Sky Sport News HD)
- Beste Dokumentation: Searching for Sugar Man – Die unglaubliche Geschichte des Sixto Rodriguez (Geo Television)
- Beste Serie: Gomorrha – Die Serie
- Lieblingssender des Jahres (Publikumspreis): Fox
- Ehrenpreis: Monica Lierhaus